# Schloss Winkl (Oberalm)

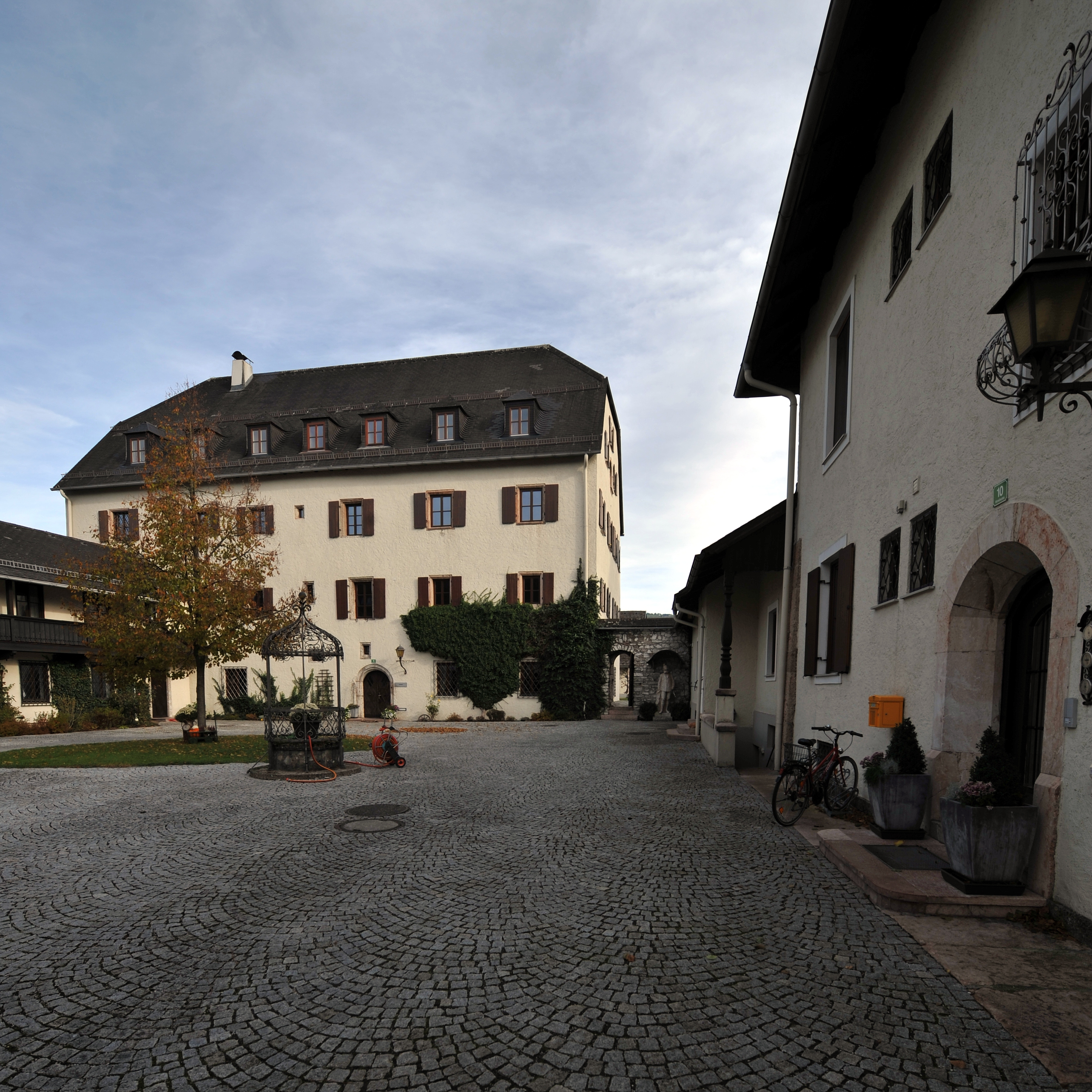
Schloss Winkl

Das Schloss Winkl ist ein ehemaliger Adelssitz in Oberalm bei Hallein (Österreich).

## Geschichte
Die ersten urkundlich nachgewiesenen Besitzer waren die Familien derer von Wispeck, die das Anwesen etwa um 1500 errichten ließen. 1582 wurde das Schloss jedoch an den Vizedom zu Landshut Nothafft von Wernburg zu Wackerstein aus Bayern verkauft. 1657 erwarb Franz Dückher von Hauslau den Besitz. Das Schloss wechselte danach noch einige Male den Besitzer, bis es 1902 vom Salzburger Landesfonds gekauft und als Schule umgerüstet wurde.
Das Gut wurde fortan als Landwirtschaftsschule verwendet, zusätzlich zum Schlossgrundstück wurden das Mesnerbauerngut, das Wiesenbauerngütl und die Sattelalm am Tauglboden erworben. Es trägt nun den Namen Winklhof.
Jedes Jahr im August findet im Hof ein Schlossfest statt, auf diesem werden Traditionsprodukte verkauft und Handarbeit, wie Drechseln, vorgeführt.

## Gebäude
Im Schloss befinden sich heute der Speisesaal und die Internatswohnungen der Burschen, die Zimmer der Mädchen befinden sich im HWS-Gebäude. Der Betrieb verfügt auch über diverse Stallungen für Kühe, Schweine, Schafe, Geflügel und bis 2007 auch Hasen und Meerschweinchen. Der dazugehörige Wiesenhof ist momentan verpachtet und dient als Reitschule. 2007 wurde der neue, moderne Turnsaal als eigenes Gebäude fertiggestellt. An dessen Stelle stand früher der Pferdestall, die Tiere wurden in eine ebenfalls neue Behausung am Wiesenhof umquartiert.
2014 wurde das Schloss Winkl um einen Internatstrakt mit zwei Klassen erweitert.
Der Betrieb verfügt weiters über eine Molkerei sowie eine Käserei. Die hauseigenen Produkte werden zweimal pro Woche am Winklhofer Bauernmarkt zum Verkauf angeboten.
2007 ging auch der langjährige Winklhof-Direktor Gerhard Danter in Pension, seine Nachfolgerin in dieser Position wurde Andrea Altenberger (* 1966; † 2015), Mutter der Schauspielerin Verena Altenberger. Seit 1. Juni 2016 ist Georg Springl Direktor.